# タイキブリザード
タイキブリザードとは、アメリカ生産の日本の競走馬、種牡馬。主な勝ち鞍に安田記念（1997年）、産経大阪杯（1996年）、京王杯スプリングカップ（1997年）。

## 戦績
- 特記事項なき場合、本節の出典はJBISサーチ[5]、EQUIBASE[3]

1994年2月14日、東京競馬場の新馬戦でデビューし、カネツクロスに4馬身差をつけ1着になった。2戦目の500万下戦もサクラローレルに4分の3馬身つけて2連勝をマークする。西下して毎日杯に出走し、レースでは4コーナーまで後方から中団あたりでレースを進め、最後の直線で末脚を繰り出したがメルシーステージにクビ差だけ届かず、2着に終わった。毎日杯後は、ニュージーランドトロフィー4歳ステークスを目標にするも腰に不安が出て回避し、福島競馬場のラジオたんぱ賞に狙いを定めた。ラジオたんぱ賞では4コーナーで先頭に並びかけたが、直線でヤシマソブリンとの競り合いに敗れ2着に終わった。夏は北海道を転戦し、札幌競馬場で行われたオープン特別の道新杯ではワコーチカコの4着。函館記念でもワコーチカコの2着と勝ち切れないレースが続いた。秋にはオープン特別の福島民報杯に出走したが、ヤシマソブリンの4着に終わり、この年を終えた。
5歳となった翌1995年、4月の谷川岳ステークスで復帰し1着。続くGIレース初挑戦となった安田記念では好位からの粘り込みを図るも、ハートレイクとサクラチトセオーの差し脚に後れを取って3着。続く宝塚記念もダンツシアトルにクビ差届かず、2着。秋はオープン特別の富士ステークスから始動して2着となったタイキブリザードは、ジャパンカップではランドの4着、年末の有馬記念ではマヤノトップガンの2着に甘んじて「引き立て役」と目されるようになる。
6歳時の1996年、第1回ドバイワールドカップの日本代表に選出されていたが、藤沢調教師は好調を維持できないと判断し辞退した。産経大阪杯から始動し、レースではインターユニークの追い込みをクビ差退けて、重賞初制覇を遂げた。続く京王杯スプリングカップで2着になった後、2年連続で安田記念に出走も、先行していたヒシアケボノを抑え込んだ瞬間に、外から差してきたトロットサンダーに交わされて2着に終わった。秋は、カナダのウッドバイン競馬場に遠征してブリーダーズカップ・クラシックに出走したが、レース前に熱発を起こして調子を落としており、またレース前日まで雨が降ったうえに当日はコースに水が撒かれ、レースでは最後方から全く動けずアルファベットスープから26馬身4分の3差離された、13頭立ての13着に終わった。
7歳となった1997年、5月の京王杯スプリングカップで始動、レコードタイムで復帰初戦を勝利で飾った。3年連続で出走した安田記念では1番人気に推され、レースでは道中中団から構えて最後の直線でジェニュインをクビ差で差し切り、GI初制覇を成し遂げた。
宝塚記念ではマーベラスサンデーの4着に終わったが、秋には再び海外遠征を敢行した。10月18日のオークツリーブリーダーズカップマイルハンデキャップではファンタスティックフェローからアタマ、クビ差の3着に終わると、2年連続で出走したブリーダーズカップ・クラシックでは9頭立ての中団からレースを進めるも、ほぼその位置のまま動けず、スキップアウェイから23馬身4分の3差の6着に終わった。帰国後は有馬記念に出走したが9着に終わり、このレースを最後に引退した。

## 競走成績
以下の内容は、JBISサーチおよびnetkeiba.com、EQUIBASEに基づく。
| 年月日 | 年月日 | 年月日 | 競馬場           | 競走名                | 格   | 頭数 | 枠番 | 馬番 | オッズ （人気） | オッズ （人気） | 着順 | 騎手        | 斤量 | 距離（馬場）  | タイム （上り3F） | タイム差/着差 | 勝ち馬/（2着馬）     |
| 1994   | 2.     | 14     | 東京             | 4歳新馬               |      | 14   | 8    | 14   | 1.5             | （1人）         | 1着  | 坂本勝美    | 55   | ダ1400m（重） | 1:25.3 (37.0)     | -0.7          | （カネツクロス）     |
|        | 3.     | 6      | 中山             | 4歳500万下            |      | 7    | 4    | 4    | 1.1             | （1人）         | 1着  | 岡部幸雄    | 55   | ダ1800m（良） | 1:54.0 (38.8)     | -0.1          | （サクラローレル）   |
|        | 3.     | 27     | 阪神             | 毎日杯                | GIII | 15   | 1    | 1    | 3.0             | （1人）         | 2着  | 坂本勝美    | 55   | 芝2000m（良） | 2:01.1 (36.0)     | 0.1           | メルシーステージ     |
|        | 7.     | 3      | 福島             | ラジオたんぱ賞        | GIII | 12   | 5    | 6    | 1.7             | （1人）         | 2着  | 岡部幸雄    | 55   | 芝1800m（良） | 1:49.7 (38.1)     | 0.1           | ヤシマソブリン       |
|        | 7.     | 30     | 札幌             | 道新杯                | OP   | 8    | 7    | 7    | 1.4             | （1人）         | 4着  | 岡部幸雄    | 53   | 芝1800m（良） | 1:48.5 (36.5)     | 0.6           | ワコーチカコ         |
|        | 8.     | 21     | 札幌             | 函館記念              | GIII | 14   | 4    | 5    | 4.2             | （3人）         | 2着  | 岡部幸雄    | 54   | 芝2000m（良） | 2:02.1 (36.7)     | 0.5           | ワコーチカコ         |
|        | 10.    | 9      | 福島             | 福島民報杯            | OP   | 11   | 6    | 7    | 2.6             | （1人）         | 4着  | 坂本勝美    | 55   | 芝2000m（良） | 1:59.4 (35.8)     | 0.9           | ヤシマソブリン       |
| 1995   | 4.     | 23     | 福島             | 谷川岳S               | OP   | 14   | 2    | 2    | 3.1             | （1人）         | 1着  | 坂本勝美    | 55   | 芝1800m（良） | 1:48.8 (37.7)     | -0.3          | （エーピードラゴン） |
|        | 5.     | 14     | 東京             | 安田記念              | GI   | 18   | 4    | 7    | 13.0            | （6人）         | 3着  | 岡部幸雄    | 57   | 芝1600m（良） | 1:33.3 (35.1)     | 0.1           | ハートレイク         |
|        | 6.     | 4      | 京都             | 宝塚記念              | GI   | 17   | 5    | 9    | 7.8             | （5人）         | 2着  | 岡部幸雄    | 56   | 芝2200m（稍） | 2:10.3 (34.9)     | 0.1           | ダンツシアトル       |
|        | 11.    | 12     | 東京             | 富士S                 | OP   | 9    | 5    | 5    | 1.7             | （1人）         | 2着  | 坂本勝美    | 57   | 芝1800m（良） | 1:47.7 (35.4)     | 0.2           | フジヤマケンザン     |
|        | 11.    | 26     | 東京             | ジャパンC             | GI   | 14   | 5    | 9    | 9.2             | （4人）         | 4着  | 岡部幸雄    | 57   | 芝2400m（良） | 2:24.8 (35.5)     | 0.2           | ランド               |
|        | 12.    | 24     | 中山             | 有馬記念              | GI   | 12   | 2    | 2    | 10.4            | （5人）         | 2着  | 坂本勝美    | 57   | 芝2500m（良） | 2:33.9 (35.4)     | 0.3           | マヤノトップガン     |
| 1996   | 3.     | 31     | 阪神             | 産経大阪杯            | GII  | 12   | 7    | 10   | 1.9             | （1人）         | 1着  | 岡部幸雄    | 57   | 芝2000m（稍） | 2:00.7 (34.7)     | -0.1          | （インターユニーク） |
|        | 5.     | 11     | 東京             | 京王杯SC              | GII  | 15   | 8    | 15   | 3.0             | （1人）         | 2着  | 岡部幸雄    | 58   | 芝1400m（良） | 1:21.2 (34.4)     | 0.1           | ハートレイク         |
|        | 6.     | 9      | 東京             | 安田記念              | GI   | 17   | 4    | 8    | 5.7             | （3人）         | 2着  | 岡部幸雄    | 58   | 芝1600m（良） | 1:33.1 (35.0)     | 0.0           | トロットサンダー     |
|        | 10.    | 26     | ウッドバイン     | BCクラシック          | G1   | 13   | 3    | 2    |                 |                 | 13着 | 岡部幸雄    | 57   | ダ10f         |                   | （26馬身3/4） | Alphabet Soup        |
| 1997   | 5.     | 10     | 東京             | 京王杯SC              | GII  | 16   | 7    | 14   | 3.1             | （1人）         | 1着  | 岡部幸雄    | 58   | 芝1400m（良） | R1:20.5 (34.9)    | -0.2          | （オースミマックス） |
|        | 6.     | 8      | 東京             | 安田記念              | GI   | 18   | 5    | 10   | 2.3             | （1人）         | 1着  | 岡部幸雄    | 58   | 芝1600m（良） | 1:33.8 (34.5)     | -0.1          | （ジェニュイン）     |
|        | 7.     | 6      | 阪神             | 宝塚記念              | GI   | 12   | 8    | 11   | 3.1             | （2人）         | 4着  | 岡部幸雄    | 58   | 芝2200m（良） | 2:12.1 (37.0)     | 0.2           | マーベラスサンデー   |
|        | 10.    | 18     | サンタアニタ     | オークツリーBCマイルH | G3   | 8    | 8    | 8    | 4.3             | （3人）         | 3着  | 岡部幸雄    | 54   | 芝8f          |                   | （クビ）      | Fantastic Fellow     |
|        | 11.    | 8      | ハリウッドパーク | BCクラシック          | G1   | 9    | 4    | 4    | 33.7            | （6人）         | 6着  | 岡部幸雄    | 57   | ダ10f（良）   |                   | （23馬身3/4） | Skip Away            |
|        | 12.    | 21     | 中山             | 有馬記念              | GI   | 16   | 5    | 10   | 12.2            | （6人）         | 9着  | M. ロバーツ | 56   | 芝2500m（良） | 2:36.7 (39.4)     | 1.9           | シルクジャスティス   |

- PP：枠番、Pgm：馬番

## 種牡馬時代
1998年より北海道日高地方のブリーダーズ・スタリオン・ステーションやレックススタッドなどで種牡馬として繋養され、8シーズンの供用で血統登録頭数309頭、出走頭数はそのうちの258頭。
2005年に種牡馬を引退後は日高ケンタッキーファームへ移り、日高ケンタッキーファーム閉園後の2009年1月には引退馬専門の繋養施設である鹿児島県湧水町のホーストラストへ移って余生を送る。
2014年8月18日午後3時頃に疝痛を起こし、その1時間後の午後4時10分に死亡した。死後、宮崎大学で解剖した結果、死因は胃の破裂によるものだった。

### 主な産駒
- 1999年産
  - ヤマノブリザード（札幌2歳ステークス、九州大賞典、朝日杯フューチュリティステークス2着）[26]
  - ケイプスルー（北関東オークス）[27]

- 2003年産
  - オリオンザクロノス（吉野ヶ里記念）[28]
  - ティーサー（園田プリンセスカップ）[29]

- 2005年産
  - エムザックライアン（兼六園ジュニアカップ）[30]

### 母の父としての主な産駒
- グレートアラカー（やまびこ賞、ビギナーズカップ）父：タイムパラドックス
- シゲルノコギリザメ（シンザン記念3着、ファルコンS3着）父：スーパーホーネット

## 血統
| タイキブリザードの血統                             | タイキブリザードの血統                       | タイキブリザードの血統                       | （血統表の出典）                             | （血統表の出典）      |
| 父系                                               | シアトルスルー系                             | シアトルスルー系                             | シアトルスルー系                             | [ § 2 ]               |
| 父 Seattle Slew 1974 黒鹿毛                        | 父の父Bold Reasoning 1968 黒鹿毛             | Boldnesian                                   | Bold Ruler                                   | Bold Ruler            |
| 父 Seattle Slew 1974 黒鹿毛                        | 父の父Bold Reasoning 1968 黒鹿毛             | Boldnesian                                   | Alanesian                                    |                       |
| 父 Seattle Slew 1974 黒鹿毛                        | 父の父Bold Reasoning 1968 黒鹿毛             | Reason to Earn                               | Hail to Reason                               | Hail to Reason        |
| 父 Seattle Slew 1974 黒鹿毛                        | 父の父Bold Reasoning 1968 黒鹿毛             | Reason to Earn                               | Sailing Home                                 |                       |
| 父 Seattle Slew 1974 黒鹿毛                        | 父の母My Charmer 1969 鹿毛                   | Poker                                        | Round Table                                  | Round Table           |
| 父 Seattle Slew 1974 黒鹿毛                        | 父の母My Charmer 1969 鹿毛                   | Poker                                        | Glamour                                      |                       |
| 父 Seattle Slew 1974 黒鹿毛                        | 父の母My Charmer 1969 鹿毛                   | Fair Charmer                                 | Jet Action                                   | Jet Action            |
| 父 Seattle Slew 1974 黒鹿毛                        | 父の母My Charmer 1969 鹿毛                   | Fair Charmer                                 | Myrtle Charm                                 |                       |
| 母 *ツリーオブノレッジ Tree of Knowledge 1977 鹿毛 | 母の父Sassafras 1967 鹿毛                    | Sheshoon                                     | Precipitation                                | Precipitation         |
| 母 *ツリーオブノレッジ Tree of Knowledge 1977 鹿毛 | 母の父Sassafras 1967 鹿毛                    | Sheshoon                                     | Noorani                                      |                       |
| 母 *ツリーオブノレッジ Tree of Knowledge 1977 鹿毛 | 母の父Sassafras 1967 鹿毛                    | Ruta                                         | *ラティフィケイション                        | *ラティフィケイション |
| 母 *ツリーオブノレッジ Tree of Knowledge 1977 鹿毛 | 母の父Sassafras 1967 鹿毛                    | Ruta                                         | Dame d'Atour                                 |                       |
| 母 *ツリーオブノレッジ Tree of Knowledge 1977 鹿毛 | 母の母Sensibility 1971 鹿毛                  | Hail to Reason                               | Turn-to                                      | Turn-to               |
| 母 *ツリーオブノレッジ Tree of Knowledge 1977 鹿毛 | 母の母Sensibility 1971 鹿毛                  | Hail to Reason                               | Nothirdchance                                |                       |
| 母 *ツリーオブノレッジ Tree of Knowledge 1977 鹿毛 | 母の母Sensibility 1971 鹿毛                  | Pange                                        | *キングスベンチ                              | *キングスベンチ       |
| 母 *ツリーオブノレッジ Tree of Knowledge 1977 鹿毛 | 母の母Sensibility 1971 鹿毛                  | Pange                                        | York Gala                                    |                       |
| 母系(F-No.)                                        | ツリーオブノレッジ(IRE)系（Pange系）(FN:3-h) | ツリーオブノレッジ(IRE)系（Pange系）(FN:3-h) | ツリーオブノレッジ(IRE)系（Pange系）(FN:3-h) | [ § 3 ]               |
| 5代内の近親交配                                    | Hail to Reason 4×3=18.75%                    | Hail to Reason 4×3=18.75%                    | Hail to Reason 4×3=18.75%                    | [ § 4 ]               |
| 出典                                               | 1. 2. 3. 4.                                  | 1. 2. 3. 4.                                  | 1. 2. 3. 4.                                  | 1. 2. 3. 4.           |

- 半兄のシアトリカルは、BCターフの勝馬。
- 甥にパラダイスクリーク[32]、近親に デビッドジュニアがいる。